# Rockabilly
El rockabilly es uno de los primeros subgéneros del rock and roll, cuyo origen se remonta a la década de 1950 en los Estados Unidos, especialmente en el sur. Como género, mezcla el sonido de estilos musicales wéstern como el country con el del rhythm & blues,  llevando a lo que se considera rock and roll «clásico».  Algunos lo han descrito como una mezcla de bluegrass y rock and roll.  El término es la contracción de las palabras rock y hillbilly, refiriéndose esta última a una variedad ruda de música folk y country (a menudo conocida como hillbilly music, en la década de los años 1940), y que contribuyó enormemente al desarrollo de su estilo. Otras influencias del rockabilly incluyen el western swing, el boogie woogie, el doo wop, el jump blues, el blues eléctrico y la música folk de los Apalaches (p. ej., el bluegrass). 
Se atribuye a Elvis Presley la creación del rockabilly como combo básico del rock and roll con sus grabaciones en la compañía Sun Record de Memphis entre 1954 y 1955. 
Rasgos definitorios del sonido rockabilly incluían ritmos fuertes, boogie woogie, ostinatos de piano, dejes sureños y nasales en la voz, doo-wop, canto a capela y el uso común del retardo. Con el tiempo llegó a incorporar diferentes instrumentos y armonías vocales. Popularizado inicialmente por artistas tales como Carl Perkins, el mismo Elvis Presley, Johnny Burnette, Jerry Lee Lewis y otros, el estilo decayó en popularidad a finales de la década de 1950. Sin embargo, a finales de los años 1970 y principios de los años 1980, particularmente tras la muerte de Presley en 1977, disfrutó de un resurgimiento que llegó a la actualidad mediante la subcultura rockabilly. El interés en el género persiste incluso en el siglo XXI, a menudo al interior de subculturas musicales. El rockabilly ha dado origen a una variedad de subestilos y ha influido en el desarrollo de otros géneros tales como el punk rock. 

## Sonido

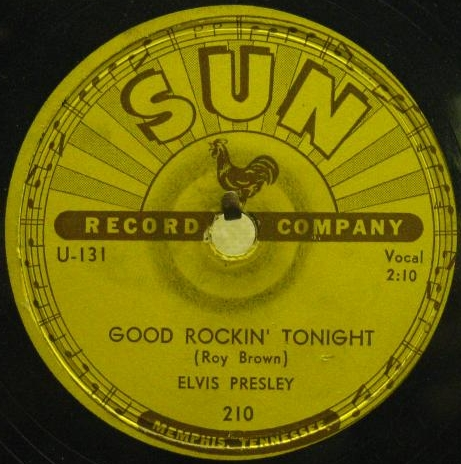
Vinilo del tema (originalmente en estilo jump blues), Good Rockin' Tonight, interpretado por Elvis Presley al estilo rockabilly, y grabado por Sun Records.

Su sonido característico, aparte de la velocidad, se basa en la conjunción de una guitarra, una batería y el slap del contrabajo, que ofrece una importante función rítmica, así como la voz solista que suele imitar efectos de eco, reverberación e hipos. Además, el cantante improvisa la carga en las sílabas según la situación, dándole un tono más sensual.
Instrumentos:
- Guitarra sajona.
- Guitarra eléctrica (muchas veces descollando en los solos, con notables influencias bluseras).
- Contrabajo (usualmente se tocaba "cacheteándolo").
- Batería (no siempre y muchas veces tocada con escobillas).
- Piano, saxo (no siempre).
- Palmas.
- Tom toms triángulo (muy raramente).
- Utilización del efecto eco.
- Vocalización, generalmente muy apasionada y llena de adornos y extravagancias: las palabras son pronunciadas entrecortadas, con efectos o simulaciones de hipo, tartamudeo, susurros, balbuceos, gruñidos, gemidos, jadeos, chillidos, ululaciones, aullidos, ronquera, e incluyendo interjecciones, falsete y distorsiones varias. También se quitan y agregan palabras, y muchas veces se intercalan frases como "Go, Johnny, go!", "Rock!", "Aaah, let? o, cat!" antes de los solos de guitarra.

## Historia

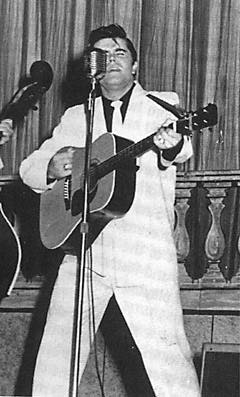
Warren Smith.

### Precursores
El rockabilly es una de las más primitivas formas del rock and roll, en los Estados Unidos, en la década de 1950, luego formando un subgénero del mismo y que en la actualidad se ha extendido a todo el mundo. Es una forma musical que nació a partir de tensiones raciales y sociales subyacentes y, si bien algunos músicos solo son «rockabileros» por el hecho de tocar música rockabilly, para otros constituye: "una forma de ser y encarar la vida", lo que los angloparlantes llaman «attitude». El sonido rockabilero (de gran densidad gracias al constante sonar de los instrumentos y a la profusa utilización del eco, cosa que no sucedía en otros ritmos en boga hasta el momento, como el western swing o el hillbilly boogie) tiene mucho que ver con la cultura adolescente de la época Greaser, y esas ganas de «hacer ruido» y su consecuente postura de arrogancia y rebeldía. Las mismas letras rockabilly hacen referencia a disfrutar el momento, el baile, la sensualidad, la sexualidad y a liberarse de los problemas que trae el dinero, las responsabilidades y las preocupaciones. También se identifica con la onda adolescente de las fiestas, las citas y los romances (tomados en forma más bien realista y terrenal que en el pop, en donde es más fantasiosa). Utilizan términos de la jerga juvenil (un «cat» es un chico, un gamberrillo [por ejemplo: «Three cool cats»]; una «kitten» es una chica, una «gatita», una «cachorrita» [por ejemplo: «Leave my kitten alone»]) y los lugares típicos adolescentes (la escuela, el bar americano, el drive-in) sirven de escenario para una persona o situación que ocupa el tema central de la canción.
Ya existía una relación estrecha entre el blues y el country desde las primeras grabaciones estadounidenses de la década de los años 20. El primer hit country a nivel estatal fue "Wreck of the Old '97", acompañada con "Lonesome Road Blues", que también se hizo muy popular. y Jimmie Rodgers, la primera estrella ("first true country star"), conocido como Blue Yodeler y muchas de sus canciones tenían una base de blues de típica progresión armónica aunque con una instrumentación y sonido muy diferentes de las grabaciones de sus contemporáneos negros como Blind Lemon Jefferson y Bessie Smith.

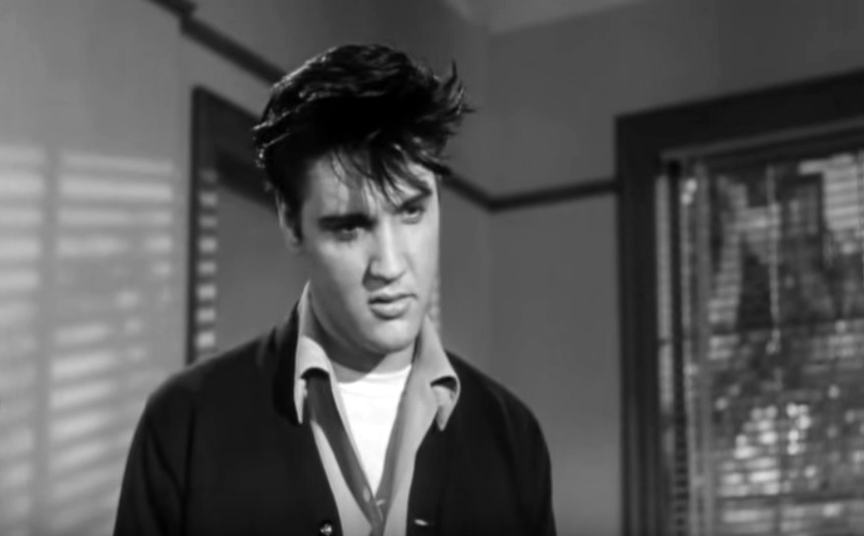
Elvis Presley "King Creole" 1958

Durante los años 1930 y 1940, emergen dos nuevos sonidos: Bob Wills y sus Texas Playboys eran los mejores exponentes del western swing: combinan voz country y steel guitar con influencias de Big Bands de jazz y sección de viento-metal y consiguen una popularidad masiva. Sus grabaciones de mediados de la década de los años 1940-principios de los años 1950 incluyen ritmos jazz two beat, coros y guitarras que son un claro precedente de grabaciones rockabilly inmediatamente posteriores.
Más tarde, artistas de blues como Meade Lux Lewis y Pete Johnson lanzaron la locura boogie que comenzó en 1938. Artistas de country como Moon Mullican, los Delmore Brothers, Tennessee Ernie Ford, Speedy West, Jimmy Bryant y Maddox Brothers and Rose graban lo que se conoce como Hillbilly boogie, que consiste en voz e instrumentación hillbilly, con una línea de bajos boogie.
El rock and roll de los años 1950 pronto evolucionó adquiriendo mayor velocidad y furia, volviéndose más salvaje y juvenil, acorde con el carácter adolescente pero haciéndose quizá menos bailable. De esta manera llegó el rockabilly como se lo conoce hoy, que es al rock and roll lo que el hillbilly al country.

### Orígenes y apogeo
Existen antecedentes del rockabilly como la canción de Hank Williams "Move it on Over" que presentan estructura, ritmo y vocabulario que fueron retomados posteriormente para la canción "Rock Around The Clock" de Bill Haley, quien fue este segundo quien concebiría uno de los primeros temas del género rockabilly con su "Rip It Up" (1956); Hay quienes pensaban en Carl Perkins como el padre del género con su "Blue Suede Shoes" (1956), sin embargo es Elvis Presley con "That's All Right Mama" (1954), quien de manera accidental creó el género al mezclar una canción negra con un up tempo de country y tonadas Hillbilly; siendo Elvis Presley a quien además se le debe sin duda su popularización mundial.   A ellos le siguieron otros intérpretes de gran talento en la época dorada, como Eddie Cochran con C'mon Everybody (1958) y Johnny Cash con Mean Eyed Cat (1960).

### Expansión del género en los 60 y posterior decadencia debido a la invasión británica
A partir del 59, hubo una masiva llegada de grupos de rockabilly junto a edulcorados ídolos para adolescentes que volvieron a acomodar al rock como Eddie Bond y Johnny Burnette, sin embargo, empezó a haber una serie de tragedias que conllevaron al género al declive y con ellos, también a los astros rockabillies como por ejemplo, la hospitalización de Perkins, el retiro por matrimonio de Wanda Jackson y Janis Martin (no confundir con la cantante Soprano de Ópera del mismo nombre), las muertes de Buddy Holly, Ritchie Valens, The Big Bopper (El día que murió la música), Eddie Cochran, Gene Vincent, Johnny Burnette, la encarcelación de Chuck Berry, el cambio de estilo de vida de Little Richard, el servicio militar de Elvis Presley, problemas de alcohol de Bill Haley, etc., dejaron al subgénero como algo pasado de moda y los pocos supervivientes que quedaban se vieron obligados a reciclarse cantando country o baladas románticas.
La llegada en tromba de la "Invasión Británica" a mediados de los años 1960 pareció rematarlo, sin embargo, Elvis siempre deslizaba algo de rockabilly en sus películas, por lo que gracias a nostálgicos no llegó a desaparecer. En Europa se mantuvo gracias a los muchos aficionados de Inglaterra, Francia o Alemania que, nunca olvidaron a sus ídolos del otro lado del océano. En Estados Unidos, por el contrario, sobrevivió solo en pequeñas tabernas del sur y medio oeste americano, así como en las pequeñas ediciones de discos en modestos sellos como Marvell, sistemáticamente ignoradas por prensa y público.
Aun así siguieron en activo grupos como The Race Records (Indianápolis), John Fred & The Playboys (Luisiana) o Los Catalinas (Ilinois), cuyo cantante y guitarrista Jason Ringenberg es todo un mito para los rockers de la zona. Grupos como Sha-Na-Na intentaban mantenerlo vivo pero siempre fueron considerados unos bufones que tocaban música de la Edad de Piedra. A finales de los años 1970 y por aquellos parajes surgieron nuevos grupos al amparo del revivalismo apoyado por prensa y multinacionales del disco, como fue el caso de Big Daddy Sun & the Outer Planets (1979). Ese mismo año Robert Gordon irrumpió haciendo sensacionales versiones de clásicos y dando a conocer a todo el mundo aquel tipo de música.

### Años 1980 (Neo-Rockabilly y el Psychobilly)
En los años 1980, surgen grupos aún más salvajes y rápidos que los de los años 1950 en una oleada que se ha dado a llamar como "neo-rockabilly". Aparecen tanto en Estados Unidos como en Europa, grupos como Stray Cats, The Blue Cats, Dave Phillips & the Hot Rod Gang, Restless, The Polecats, The Kingbeats The Blasters, en América, más específicamente en Colombia aparece Marco T y los Gatos Montañeros que conservaron la esencia de los cincuenta avivando el panorama y con la influencia del punk rock de los años 1970 dan lugar a la aparición del Psychobilly, nuevo subgénero más rápido con The Cramps y The Meteors como máximos exponentes.

### Años 1990 y el retorno al sonido original
En la década de 1990, se vuelve al estilo original, con la búsqueda de una sonoridad de época con grupos como Wildfire Willie and The Ramblers, Oakie Dookies, Tin Star Trio o The Avengers.

### SigloXXI
El comienzo del nuevo siglo profundiza en el retorno estilístico a los años 1950 con las grabaciones de sellos como Tail Records o Lenox Records, los franceses Don Cavalli and the two timers y Al Willis and the swingsters, los alemanes Brewsters y Spo dee o dee, los portugueses Tennessee boys Meandevils, en Costa Rica las bandas Los Cuchillos y Los Go-Go Dancers, Volbeat, en Chile Los Asteroides Locos, Los Aceleradores, Richie and the Richmen, Srta Luck y Los Delux, Los Carburadores, La Puzzydoll, Plan7, Los Gatos Callejeros, Rebel Cats, The Lost King Rockers, entre otros.[cita requerida]
La comunidad rockabilly de Norteamérica emula el estilo de vida de la década de l950, personas que se visten, conducen y decoran sus hogares al igual que los de esa época, que su estilo de vida va más allá que el de su apariencia, y actúan diferente a las personas de las sociedades modernas, se mantienen al margen del consumismo procurando ser artesanos en sus propias necesidades. No obstante han podido adaptarse a algunas comodidades modernas sin renunciar al estilo que tanto gusta en ellos,[cita requerida] encontrando también en redes sociales y demás herramientas en línea una nueva forma de compartir el gusto por el género y su forma de vida de una forma bastante agradable, inclusive se han creado electrodomésticos modernos con formas similares a las que habían prosperado en aquellos años así como una suerte de accesorios y demás cosas para dispositivos modernos inspiradas en dicha tendencia.[cita requerida]
Durante esta década comienzan en Europa festivales con una nueva generación de artistas de rockabilly como los alemanes The Baseballs, rock y doowop que revitalizan incluso a artistas de décadas anteriores. Destacan el Hemsby Rock n roll Restival, Rockabilly Rave y la Rhythm Riot en el Reino Unido, el High Rock-a-Billy de Calafell (Tarragona), el Screamin festival (Barcelona) y el Rockin'Race Jamboree en España.

### Rockabilly en México en elsigloXXI
La tradición rockabilly en México nació en 1958, ya que existían intérpretes locales como “Pepe y sus Locos del ritmo” que, le hacían mucha promoción, así como también las radio difusoras que, pusieron de su parte para que este género tomara relevancia, marcando desde entonces diferencia entre los jóvenes.
sin embargo los años 1960 significaron un declive que llevó a un estilo confuso que, en sí no tenía nada que ver realmente con producir rockabilly auténtico a la par de los Estados Unidos. La ola inglesa y el estilo a-go-go propició que muchas baladas de los años 1950 e incluso de los años 1940 fuesen consideradas erróneamente como parte del movimiento del rock and roll. Otro aspecto negativo fueron los comentarios despectivos que alguna vez Elvis Presley propinó a México, los cuales también fueron motivo para prohibir incluso sus películas, además de que algunas se consideraban provocadoras.
En la actualidad, en México, el movimiento rockabilly ha comenzado a tomar una gran importancia, ya que el funcionario de la delegación Cuauhtémoc declaró que es un género que en los últimos años ha tomado más relevancia entre los jóvenes y muchos de ellos han empezado a crear sus propias agrupaciones, por lo cual se creyó pertinente crear una plaza para poder fomentarlo, la cual llamaron la plaza del “rock and roll”, inaugurada el 2 de noviembre de 2001.
En la actualidad existen distintos tipos de grupos como aquellos que se enfocan más en la parafernalia que en la música, y algunos otros se enfocan más en recuperar los ritmos que eran utilizados en los años cincuenta.
Existen diferentes eventos culturales que organiza el gobierno de la Ciudad de México en el que se presentan algunos grupos de rockabilly, pero no solamente el Gobierno de la Ciudad de México está dando difusión a este resurgimiento del género, con grupos como Rebel Cats, Rebeldes Locos, Black Jacks, Los Calavera, Eddie y los Grasosos, Los Wild Cats, Los Frenéticos Rockabilly, etc. Otras instituciones de gran importancia como la Universidad Nacional Autónoma de México que ha organizado pequeños festivales como las Mega Ofrendas en las cuales se tenía la participación del grupo Eddie y los Grasosos en el año 2014.

## Información adicional
Miles de músicos han grabado rockabilly (una base de datos lista 260 cuyo nombre comienza por la letra A) y una gran cantidad de compañías discográficas que editan música rockabilly, algunas de ellas han cosechado grandes éxitos e influyen en músicos de rock de otros estilos.
Una cinta que logró homenajear y reivindicar al rockabilly es la película "Cry-Baby", construida bajo la crítica de John Waters en 1990, logrando aceptación y culto, en el reparto destaca la participación de Johnny Depp.
En 2005, la canción School of Rock 'n Roll, por Gene Summers, fue seleccionada por la revista Record Collector Magazine entre la 100 mejores de la historia del rock and roll.
La música rockabilly cultivó una actitud que enrudecía a los adolescentes. Ha sido el primer estilo de RnR cultivado por músicos blancos, lo que supone una revolución cultural que reverbera hasta la actualidad.

## Influencia en la vida cotidiana
La vestimenta típica de los rockabillis han servido de inspiración para diferentes modas. Las chaquetas de cuero negro, pantalones entubados con aplicaciones más modernas han sido muy bien aceptados en la cultura pop.
En la actualidad los peinados con tupé muy alto y el resto del cabello corto para los hombres son una de las expresiones que han llegado a la comunidad en general.

## Artistas clave
- Jerry Lee Lewis
- Little Richard
- Johnny Cash
- Carl Perkins
- Chuck Berry
- Gene Vincent
- Duane Eddy
- Elvis Presley
- Eddie Cochran
- Brian Setzer
- Johnny Burnette
- Bobby Helms
- Robert Gordon
- Nick Curran
- The Cramps
- Stray Cats
- Wanda Jackson
- Brenda Lee
- Janis Martin
- Imelda May
- Buddy Holly
- Al Dual
- The Jets
- Lee Rocker
- Robert Gordon
- Los Tres
- Crazy Cavan and The Rhytm Rockers.
- Johnny Kid and The Pirates.
- Los Rebeldes.

## Discográficas
La discográfica Sun Records albergó estrellas como Billy Lee Riley, Sonny Burgess, Charlie Feathers y Warren Smith y artistas femeninas como Patsy Holcomb, Barbara Pittman, Linda Gail Lewis, Wanda Ballman, Bobbie Jean Barton, Jean Chapel, Hannah Fay entre muchas otras.
Gene Summers, nativo de Dallas y premiado en el Rockabilly Hall of Fame lanza su discográfica Jan/Jane Records en 1958-59 donde aparecerá su éxito de 1964 Alabama Shake.